# Света Петка (Сопиште)
Света Петка (мкд. Света Петка) је насеље у Северној Македонији, у северном делу државе. Света Петка припада општине Сопиште, која окупља јужна предграђа Града Скопља.

## Географија
Света Петка је смештена у северном делу Северне Македоније. Од најближег већег града, Скопља, насеље је удаљено 25 km јужно.
Насеље Света Петка је у оквиру историјске области Кршијак, која се обухвата долину Маркове реке, јужно од Скопског поља. Насеље је смештено на југоисточним падинама планине Водно. Ка југу се тло спушта у долину Маркове реке, док се ка западу спушта у клисуру реке Треске. Надморска висина насеља је приближно 700 метара.
Месна клима је континентална.

## Становништво
Света Петка је према последњем попису из 2002. године имала 712 становника.
Претежно становништво у насељу су Албанци (98%).
Већинска вероисповест је ислам.